# Хелгеленд, Брайан
Брайан Томас Хелгеленд (англ. Brian Thomas Helgeland, род. 17 января 1961 года) — американский кинорежиссёр, сценарист и кинопродюсер.

## Ранние годы
Брайан Хелгеленд родился в городе Провиденс в штате Род-Айленд в США. Его мать, Карин, из Норвегии, а отец — из Бруклина в Нью-Йорке. Фамилия Хелгеленд — норвежская, в честь территории на севере Норвегии.
Брайан — выпускник Университета Лойола Мэримаунт, также получил степень бакалавра в Университете Массачусетс Дартмут.

## Карьера
Брайан Хелгеленд стал первым человеком, удостоенным за один год (1998) и премии «Оскар» за лучший адаптированный сценарий (к фильму «Секреты Лос-Анджелеса», 1997), и премии «Золотая малина» за худший сценарий (к фильму «Почтальон», 1997). Он принял статуэтку «Золотая малина» и стал всего лишь четвёртым человеком, лично получившим эту антинаграду.
Хелгеленд снял фильмы «История рыцаря» (2001) и «Пожиратель грехов» (2003), в которых задействовал общих актёров: Хит Леджер, Шэннин Соссамон и Марк Эдди.
Брайан дважды работал с Клинтом Иствудом: в 2002 году над сценарием к «Кровавой работе»; в 2003 году над сценарием к «Таинственной реке», за который был номинирован на «Оскар», а также работал над сценарием к пока неснятой адаптации «Моби Дика».
В 2004 году Хелгеленд участвовал в написании сценария фильма «Превосходство Борна», хотя в титрах не значился.
В начале 2008 года Брайан Хелгеленд присоединился к проекту «Не брать живым» в качестве сценариста, когда из проекта вышел Том Стоппард. В работе над этим фильмом сценарист снова после «Превосходства Борна» сотрудничает с режиссёром Полом Гринграссом и актёром Мэттом Деймоном.
В 2009 году работает над сценарием ремейка «Опасные пассажиры поезда 123» с Дензелом Вашингтоном и Джоном Траволтой в главных ролях. В том же году режиссёр Ричард Доннер упоминает о втором сотрудничестве с Брайаном Хелгелендом в качестве сценариста и Мелом Гибсоном в качестве актёра в неназванном проекте.

## Фильмография
- 2023 — Крупный улов / Finestkind — режиссёр, сценарист
- 2020 — Правосудие Спенсера / Spenser Confidential — сосценарист вместе с Шоном О’Кифи
- 2015 — Легенда / Legend — режиссёр, сценарист
- 2013 — 42 / 42 — режиссёр, сценарист
- 2010 — Солт / Salt — сценарист
- 2010 — Робин Гуд / Robin Hood — сценарист
- 2010 — Не брать живым[6] / Green Zone — сосценарист вместе с Полом Гринграссом
- 2009 — История одного вампира / Cirque du Freak: The Vampire’s Assistant — сценарист
- 2009 — Опасные пассажиры поезда 123 / The Taking of Pelham 1 2 3 — сценарист
- 2004 — Превосходство Борна / The Bourne Supremacy — сценарист (в титрах не указан)
- 2004 — Гнев / Man on Fire — сценарист
- 2003 — Пожиратель грехов / The Order — сценарист, режиссёр и продюсер
- 2003 — Таинственная река / Mystic River — сценарист
- 2002 — Кровавая работа / Blood Work — сценарист
- 2001 — История рыцаря / A Knight’s Tale — сценарист, режиссёр и продюсер
- 1999 — Расплата / Payback — сценарист и режиссёр
- 1997 — Почтальон / The Postman — сценарист
- 1997 — Теория заговора / Conspiracy Theory — сценарист
- 1997 — Секреты Лос-Анджелеса / L.A. Confidential — сценарист и сопродюсер
- 1995 — Убийцы / Assassins — сценарист
- 1991 — Привет с дороги в ад / Highway to Hell — сценарист и сопродюсер
- 1988 — Телефон дьявола / 976-EVIL — сценарист
- 1988 — Кошмар на улице Вязов 4: Повелитель сна / A Nightmare on Elm Street 4: The Dream Master — сценарист